# Leucanopsis athor
Leucanopsis athor là một loài bướm đêm thuộc phân họ Arctiinae, họ Erebidae.